# 22 de octubre
El 22 de octubre es el 295.º (ducentésimo nonagésimo quinto) día del año —el 296.º (ducentésimo nonagésimo sexto) en los años bisiestos— en el calendario gregoriano. Quedan 70 días para finalizar el año.

## Acontecimientos
- Siglo XXII a. C. en China se registra un eclipse solar, el primero conocido en ser registrado.
- 1383: en Portugal comienzan las guerras civiles durante la Crisis de 1383-1385 al morir sin heredero varón el rey Fernando I y que concluiría con el afianzamiento de la independencia portuguesa tras la Batalla de Aljubarrota.
- 1406: Riada del Júcar, con numerosas víctimas y pérdidas. En Alcira (Valencia) alcanza alturas desconocidas.
- 1575: en México se funda la entonces aldea de Aguascalientes, actual capital del estado homónimo.
- 1633: en la bahía de Liaoluo (Fujian, China), la armada Ming del emperador Chongzhen, dirigida por Zheng Zhilong, vence a la flota de la Compañía Neerlandesa de las Indias Orientales y piratas aliados, en la Batalla de la bahía de Liaoluo, una de las más importantes batallas navales del siglo XVII.
- 1702: frente a las costas de Vigo (España), la armada angloneerlandesa hunde gran parte de la flota de Indias.
- 1768: en España, el rey Carlos III dicta las llamadas Ordenanzas de Carlos III sobre régimen, disciplina y servicios de los ejércitos.
- 1797: en París (Francia), André-Jacques Garnerin realiza el primer descenso en paracaídas saltando desde un globo aerostático sobre el parque Monceau.
- 1810: en la villa de Acámbaro (México) el sacerdote Miguel Hidalgo es nombrado «Generalísimo de las Américas». Abandona la sotana y porta el traje de militar. Con esto se forma el Ejército Insurgente Libertador.
- 1814: en Apatzingán (México) se promulga la primera constitución del país.[1]
- 1844: sucede el Gran Chasco del Movimiento Millerita que esperaba la segunda venida de Jesucristo. Este fue uno de los factores que originaron la Iglesia Adventista del Séptimo Día. (Véase Lista de fechas del fin del mundo).
- 1854: en la provincia de Buenos Aires (Argentina) se funda la actual ciudad de Chivilcoy.
- 1859: España le declara la guerra a Marruecos.
- 1867: en Italia, Giuseppe Garibaldi —que había logrado reunir un ejército con ayuda extraoficial— traspasa la frontera de los Estados Pontificios con el propósito de culminar la unificación italiana.
- 1876: Inundaciones en las huertas de Murcia y Orihuela.
- 1879: termina la guerra del Pacífico entre Bolivia, Perú y Chile.
- 1884: en Washington (Estados Unidos), la Conferencia Internacional del Meridiano establece para uso internacional que el meridiano 0° es el de Greenwich.
- 1885: en Roma, un dictamen arbitral del papa León XIII reconoce el derecho de posesión de España sobre las islas Carolinas frente a las pretensiones alemanas hacia estas islas del Pacífico.
- 1891: en la provincia de Buenos Aires (Argentina) se crea el partido de General Pinto.
- 1892: en Argentina funciona por primera vez un tranvía eléctrico. Esto ocurre en la ciudad de La Plata, donde también había funcionado el primer tranvía a vapor del país.[2]
- 1901: en Castellón (España) se descubren un gran número de monedas de oro de las épocas de los emperadores romanos Nerón, Antonio, Nerva, Trajano y Adriano.
- 1904: en el mar del Norte, la flota rusa del Báltico; en camino al Pacífico, en el marco de la guerra Ruso-Japonesa, abre fuego durante la noche cerca de Doggerbank contra pesqueros británicos, a los que confunde con lanchas torpederas japonesas.
- 1904: en Rusia, durante la llamada de reservistas, ocurren numerosas manifestaciones al grito de «¡Abajo el zar!» y «¡Viva Japón!».
- 1905: en Chile, sectores obreros convocan a un mitin, conocido como el Mitin de la carne con el objeto de protestar contra el alza de las carnes, la inflación, y en general el encarecimiento del costo de vida, durante la presidencia de Germán Riesco.
- 1907: en los Estados Unidos se produce un crack económico.
- 1911: en toda España se restablecen las garantías constitucionales.
- 1914: en Prusia, el Partido Socialista Alemán (SPD) exige la anulación del sistema electoral.
- 1920: en Madrid, varios carteros apalean a un oficial de Correos.
- 1922: en Italia dimite el Gobierno. El rey pide a Benito Mussolini que forme gabinete, lo que da origen a la dictadura fascista.
- 1925: las tropas griegas entran en Bulgaria.
- 1926: en España, el Gobierno decide acuñar nuevas monedas de 50 céntimos, para sustituir la calderilla de cobre-níquel.
- 1928: el gobierno de Nankín despide a todos los instructores rusos en el ejército y a los funcionarios en las oficinas del Estado.
- 1928: en San Juan (Puerto Rico) se funda la fraternidad universitaria Fi Sigma Alfa.
- 1929: en Francia cae el gobierno de Aristide Briand.
- 1931: la Sociedad de Naciones exige al Gobierno japonés que abandone los territorios chinos ocupados.
- 1933: en Roma (Italia), el boxeador Primo Carnera vence a Paulino Uzcudun tras quince asaltos, y se proclama campeón mundial de boxeo.
- 1935: en Valladolid (España) se inaugura la Semana contra el Cine Inmoral.
- 1936: en la ciudad de Valencia (España) se dan cita para representar la solidaridad de la intelectualidad francesa en la lucha contra el fascismo ―en el marco de la guerra civil española― Louis Aragon, Elsa Triolet y dos escritores alemanes.
- 1937: en Ecuador el general Alberto Enríquez sucede a Páez en la presidencia.
- 1937: el duque de Alba es nombrado representante del gobierno de Burgos en Londres y sir Robert Hodgson, representante del gobierno de Gran Bretaña en Salamanca.
- 1940: en el marco del Holocausto judío, los nazis deportan judíos desde Alsacia-Lorena, el Sarre y Baden hacia Francia.
- 1940: en Montoire (Francia) conversan Adolf Hitler y Pierre Laval.
- 1940: en Portugal, la dictadura militar advierte que no permitirá el tránsito por su territorio a los emigrantes judíos que escapan de los nazis.
- 1941: en Alemania, un grupo de soldados nazis fusilan 27 prisioneros, entre ellos el joven comunista Guy Môquet.
- 1942: en Italia ―en el marco de la Segunda Guerra Mundial― los aliados perpetran dos días de ataques aéreos contra la población civil de Milán y Génova.
- 1943: En el ámbito de la Segunda Guerra Mundial, la ciudad alemana de Kassel es bombardeada por los aliados produciéndose 10 000 víctimas.[3]
- 1944: comienza la batalla naval de Leyte, crucial en el desarrollo de la Segunda Guerra Mundial, que duró cinco días y en la que Estados Unidos destruyó el poder naval japonés.
- 1945: se aprueba la ley de referéndum para consultar directamente al pueblo español asuntos de especial trascendencia.[4]
- 1946: entre la isla de Corfú y la costa de Albania, dos destructores británicos chocan con minas y se hunden. El balance es de 40 muertos y varios desaparecidos.
- 1948: el PCE y el PSUC abandonan la lucha armada.
- 1949: el dictador español Francisco Franco realiza una visita a Portugal.
- 1951: en el sitio de pruebas nucleares de Nevada, Estados Unidos detona desde una torre la bomba atómica táctica Able, que por error resulta de muy débil potencia (0,0004 kilotones). Es la primera de la operación Buster-Jangle (que expondrá de manera no voluntaria durante un mes a unos 6500 soldados de infantería a siete explosiones atómicas, con propósitos de entrenamiento).
- 1951: en Londres (Reino Unido) se firma el protocolo de entrada de Grecia y Turquía en la OTAN.
- 1958: en una prueba nuclear atmosférica a 110 metros de altura, sobre el sitio de prueba nuclear en el archipiélago de Nueva Zembla, Océano Ártico, al norte de Rusia, la Unión Soviética detona una bomba atómica de 2800 kilotones. Es la prueba nuclear n.º 78 de las 981 que la Unión Soviética detonó entre 1949 y 1991 que, medidas en kilotones, representan el 54,9% del total de pruebas nucleares realizadas en el mundo.[5]
- 1959: en los estados mexicanos de Colima y Jalisco, un ciclón en el Pacífico causa graves daños y más de mil víctimas.
- 1959: en Escorca Son Torrella (Mallorca) se miden 536,5 mm, la cantidad más alta recogida en 24 h por una estación de Baleares.
- 1960: en Louisville (Kentucky), Cassius Clay disputa su primer combate como profesional del boxeo, que gana en el sexto asalto.
- 1961: en Jovellanos (de la provincia cubana de Matanzas), la banda terrorista de Idmelio Rivera Chile ―en el marco de los ataques terroristas organizados por la CIA estadounidense, bajo las órdenes del presidente John F. Kennedy― tirotean un tren que conducía a un grupo de deportistas. Resultan heridos el fogonero y varios jóvenes.[6]
- 1962: en Washington (Estados Unidos), el presidente John F. Kennedy anuncia el bloqueo de Cuba por la marina de guerra de Estados Unidos hasta que la Unión Soviética retire los misiles instalados en la isla.
- 1964: el Movimiento por la Autodeterminación e Independencia del Archipiélago Canario (MPAIAC) diseña y comienza a difundir la bandera tricolor canaria, símbolo del nacionalismo canario.
- 1967: en Estados Unidos, Reino Unido y Europa occidental se realizan grandes manifestaciones contra la guerra de Vietnam.
- 1969: en Chile, el general Viaux perpetra un golpe de Estado, que es frustrado.
- 1970: en Chile, militantes de extrema derecha atentan contra la vida del general Schneider, jefe del ejército; y se proclama el estado de excepción.
- 1970: en Venezuela, Universidad Metropolitana inicia sus actividades académicas.
- 1972: en Francia se estrena la película El discreto encanto de la burguesía, de Luis Buñuel, cineasta español en el exilio.
- 1973: guerra de Yom Kipur.
- 1975: la sonda espacial soviética Venus 9 se posa sobre la superficie del planeta Venus y transmite imágenes de su superficie.
- 1976: el cantautor británico Elton John, publica su undécimo álbum de estudio, Blue Moves.
- 1977: en España, el ministro de Justicia confirma la urgencia de un ajuste democrático de la ley penal.
- 1978: en la Ciudad del Vaticano, inicia su pontificado el cardenal polaco Karol Wojtyła, electo papa el 16 de octubre anterior con el nombre de Juan Pablo II.
- 1979: en España, la banda terrorista ETA interrumpe un programa de RTVE para pedir el «sí» al estatuto de Guernica.
- 1983: en Bilbao (España), más de 150 000 personas se manifiestan contra el terrorismo.
- 1987: el poeta Joseph Brodsky, disidente ruso y con nacionalidad estadounidense, obtiene el premio Nobel de Literatura.
- 1989: en Budapest (Hungría), el presidente del Parlamento, Matyas Szuros, proclama el fin del Estado comunista implantado en 1948, y anuncia el establecimiento de una nueva legalidad democrática.
- 1995: en Nueva York se conmemora el cincuentenario de la ONU con la condena a Irán, Irak, Libia y Sudán por apoyar el terrorismo.
- 1997: en Hong Kong, la Bolsa sufre el mayor desplome de su historia al caer un 6,6%.
- 1998: en Italia, Massimo D'Alema se convierte en el primer excomunista que dirige un gobierno en Europa Occidental.
- 1998: Brasil lanza su satélite artificial SCD-2.
- 1999: en Perú, un desayuno escolar donado por el Gobierno causa la muerte por intoxicación de 24 niños de edades comprendidas entre 3 y 8 años.
- 2000: en Vitoria (País Vasco), la banda terrorista ETA asesina al funcionario de prisiones Máximo Casado.
- 2001: Alemania lanza su satélite de observación terrestre BIRD.
- 2001: en España se estrena la primera edición de Operación Triunfo (OT).
- 2002: en España, Juan José Lucas sustituye a Esperanza Aguirre en la presidencia del Senado.
- 2002: en Maryland, John Allen Muhammad, el «francotirador de Washington», mata a un conductor de autobús y evade de nuevo el cerco policial.
- 2002: es publicado el álbum Stripped de  Christina Aguilera.
- 2003: en un control antidopaje, el atleta británico Dwain Chambers ―campeón de Europa de los 100 metros―, da positivo por THG (nuevo esteroide anabolizante).
- 2004: el Parlamento ruso ratifica el texto del Protocolo de Kioto.
- 2004: en San Sebastián (País Vasco), la banda terrorista ETA hace estallar, por segunda vez en una semana, un artefacto explosivo (esta vez en una inmobiliaria).
- 2005: en Santiago de Chile entra en operación la primera fase de Transantiago, el nuevo sistema de transporte público.
- 2006: en el Gran premio de Brasil, Fernando Alonso se consagra por segundo año consecutivo campeón de Mundial de Fórmula 1.
- 2006: Panamá vota en un referéndum para aprobar el desarrollo del proyecto de ampliación del Canal de Panamá.
- 2007: en Acámbaro (México) el 22 de octubre es declarado «Fiesta Nacional» de acuerdo al Diario Oficial de la Federación, debido a los acontecimientos vividos en 1810.
- 2009: en los Estados Unidos, la empresa de software Microsoft lanza su nuevo sistema operativo Windows 7.
- 2012: se publica el disco Red de Taylor Swift.
- 2012: se publica el disco Good Kid, M.A.A.D City de Kendrick Lamar.
- 2013: se publica el disco Prism de Katy Perry.
- 2014: en Bogotá (Colombia) se inaugura la SIMONU Bogotá 2014 (Simulación de la Organización de las Naciones Unidas), el ejercicio de simulación de las Naciones Unidas más grande de Latinoamérica y el segundo más grande del mundo con más de 2500 participantes.
- 2021: el cantautor británico Elton John, publica su trigésimo álbum de estudio, The Lockdown Sessions.
- 2022: se retiran del fútbol profesional dos ídolos de San Lorenzo de Almagro, los jugadores Néstor Ortigoza y Sebastián Torrico.

## Nacimientos
- 1071: Guillermo de Poitiers, aristócrata aquitano, y primer trovador provenzal conocido (f. 1126).
- 1197: Juntoku Tennō, emperador de Japón entre 1210 y 1221 (f. 1242).
- 1511: Erasmus Reinhold, astrónomo y matemático alemán (f. 1553).
- 1559: Jacques Sirmond, jesuita francés (f. 1651).

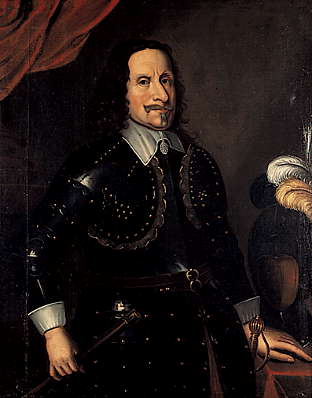
Gustaf Horn.

- 1587: Joachim Jung, filósofo y matemático alemán (f. 1657).
- 1592: Gustaf Horn, político y militar sueco (f. 1657).
- 1659: Georg Stahl, médico y químico alemán (f. 1734).
- 1689: Juan V de Portugal, rey portugués entre 1706 y 1750 (f. 1750).
- 1701: María Amelia de Austria, archiduquesa de Austria (f. 1756).
- 1729: Johann Reinhold Forster, naturalista polaco de origen alemán (f. 1798).
- 1761: Antoine Barnave, estadista francés (f. 1793).
- 1778: Javier de Burgos, político, periodista, dramaturgo y traductor español (f. 1848).
- 1781: Luis José de Francia, delfín de Francia (f. 1789).
- 1783: Constantine Samuel Rafinesque, naturalista y arqueólogo estadounidense de origen franco-germano-italiano (f. 1840).
- 1806: Hilario Lagos, militar argentino que participó en las guerras civiles de su país en el ejército federal argentino contra los unitarios de Buenos Aires (f. 1860).[7]
- 1809: Federico Ricci, compositor italiano (f. 1877).

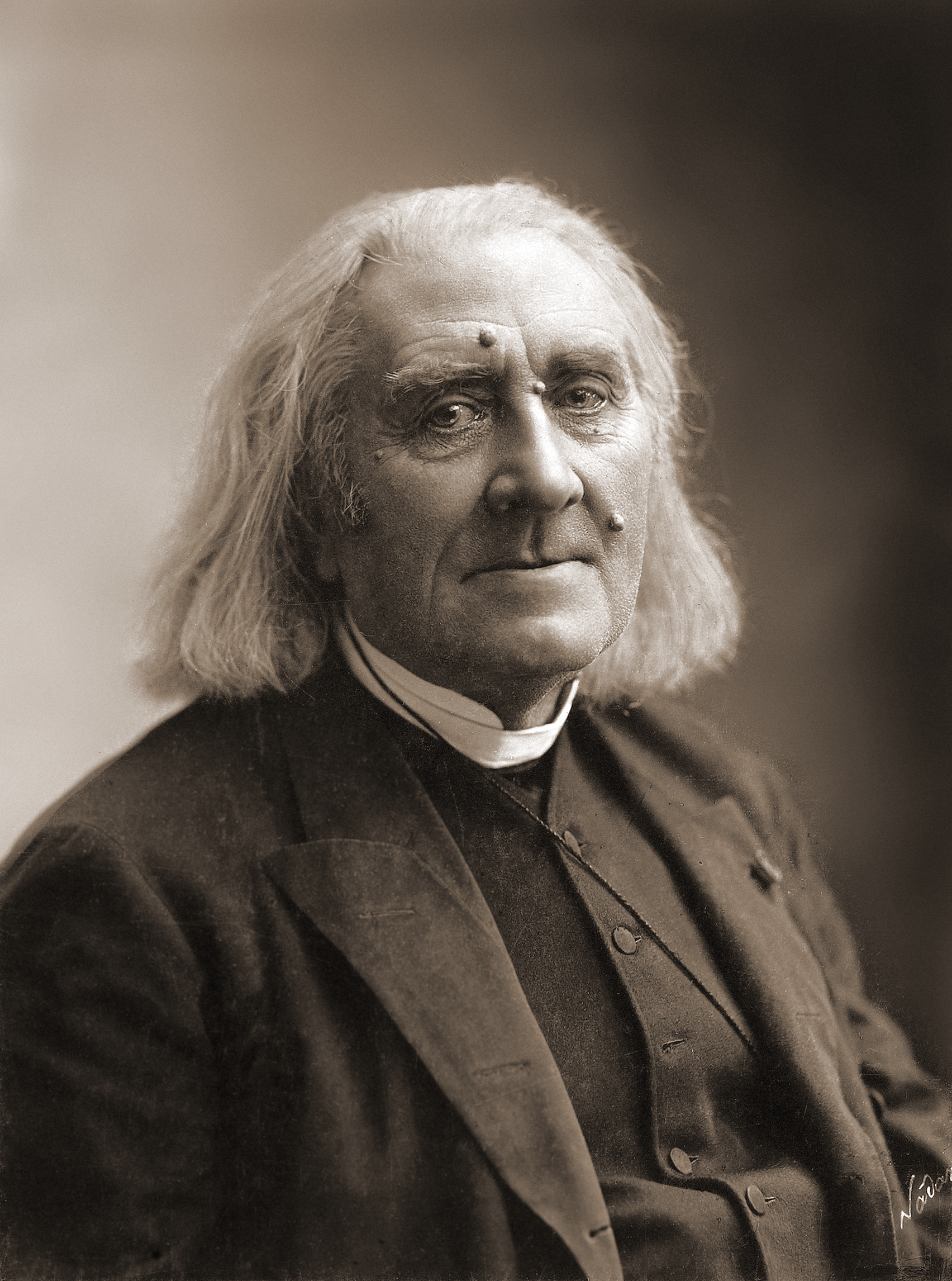
Franz Liszt

- 1811: Franz Liszt, compositor húngaro (f. 1886).
- 1818: Leconte de Lisle, poeta parnasianista francés (f. 1894).
- 1832: Donato Guerra, militar y político mexicano (f. 1876).
- 1844: Sarah Bernhardt, actriz francesa (f. 1923).

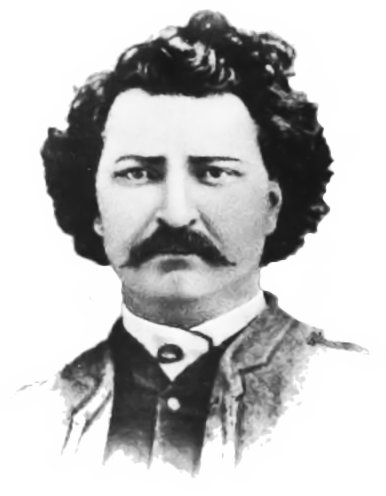
Louis Riel

- 1844: Louis Riel, político canadiense (f. 1885).
- 1847: Koos de la Rey, político y militar sudafricano (f. 1914).
- 1854: Madre María, religiosa y sanadora argentina (f. 1928).
- 1858: Augusta Victoria de Schleswig-Holstein, emperatriz alemana y reina consorte prusiana (f. 1921).
- 1859: Luis Fernando de Baviera, príncipe de Baviera e infante de España, esposo de la infanta María de la Paz de Borbón (f. 1949).
- 1861: Juan Balestra, abogado argentino (f. 1938).
- 1863: Adamo Boari, arquitecto italiano (f. 1928).
- 1864: José Sánchez Rosa, defensor del movimiento obrero andaluz, anarquista y maestro de los obreros (f. 1936).
- 1870: Iván Alekséyevich Bunin, escritor ruso, premio Nobel de literatura en 1933 (n. 1953).
- 1870: Lord Alfred Douglas, escritor británico (f. 1945).
- 1879: José Giral, político español (f. 1962).
- 1881: Clinton Joseph Davisson, físico estadounidense, premio Nobel de Física en 1937 (f. 1958).
- 1883: José Navas-Parejo, escultor y orfebre español (f. 1953).
- 1885: Giovanni Martinelli, tenor italiano (f. 1969).
- 1886: Xoán Vicente Viqueira, escritor español (f. 1924).
- 1887: John Reed, periodista y dirigente obrero comunista estadounidense (f. 1920).
- 1893: Ernst Öpik, astrónomo y astrofísico estonio (f. 1985).
- 1893: Luis Otero, futbolista español (f. 1955).
- 1894: Mei Lanfang, cantante chino (f. 1961).
- 1896: Francisco Gómez de Llano, político español (f. 1970).
- 1896: José Leitão de Barros, realizador, guionista y actor portugués (f. 1967).
- 1896: Mijaíl Jozin, militar soviético (f. 1976)
- 1898: Dámaso Alonso, literato y filólogo español (f. 1990).
- 1899: Salvador Salazar Arrué, escritor y pintor salvadoreño (f. 1975).
- 1903: Curly Howard, actor y comediante estadounidense (f. 1952).
- 1903: George Wells Beadle, genetista estadounidense (f. 1989).
- 1904: Constance Bennett, actriz estadounidense (f. 1965).
- 1904: Saúl Calandra, futbolista argentino (f. 1973).
- 1905: Karl Guthe Jansky, ingeniero de radio estadounidense (f. 1950).
- 1905: Joseph Kosma, compositor húngaro (f. 1969).
- 1906: Aurelio Baldor, abogado y matemático cubano (f. 1978).
- 1907: Jimmie Foxx, beisbolista estadounidense (f. 1967).
- 1907: Günther Treptow, tenor alemán (f. 1981).
- 1908: José Escobar Saliente, dibujante español (f. 1994).
- 1910: Francisco Medina Ascencio, político mexicano (f. 1993).
- 1911: José María Díez-Alegría, sacerdote y teólogo español (f. 2010).
- 1913: Robert Capa, fotógrafo de guerra de origen húngaro (f. 1954).
- 1913: Bảo Đại, último emperador de Vietnam (f. 1997).
- 1913: Hans Peter Tschudi, político suizo (f. 2002)
- 1915: Issac Shamir, político israelí (f. 2012).
- 1917: Joan Fontaine, actriz estadounidense (f. 2013).
- 1918: René de Obaldia, escritor francés (f. 2022).

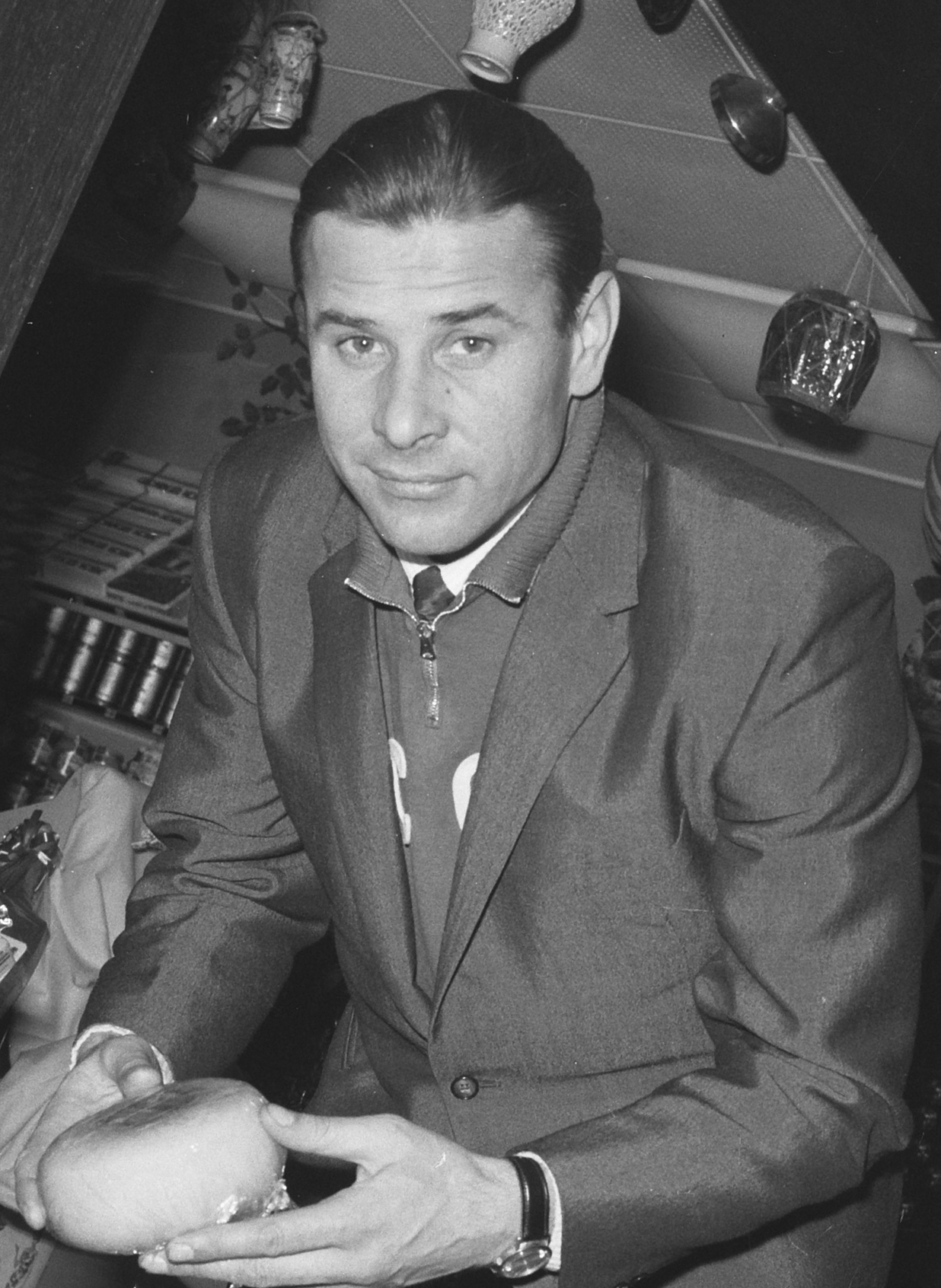
Lev Yashin

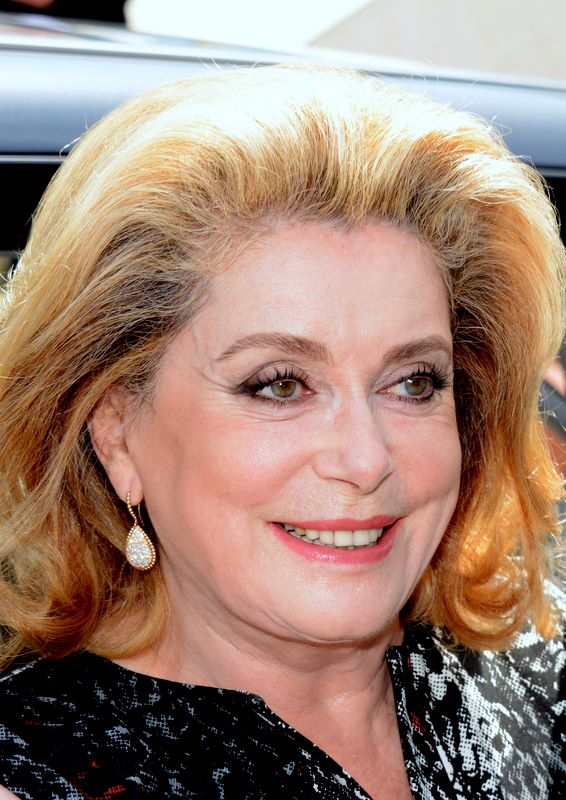
Catherine Deneuve

- 1919: Doris Lessing, novelista británica de origen iraní (f. 2013).
- 1920: Timothy Leary, escritor y psicólogo estadounidense (f. 1996).
- 1921: Cuthbert Sebastian, médico y político sancristobaleño (f. 2017).
- 1921: Georges Brassens, cantautor francés (f. 1981).
- 1921: Harald Nugiseks, militar estonio (f. 2014).
- 1922: Carlos Estrada, actor argentino (f. 2001).
- 1922: Juan Carlos Lorenzo, futbolista y entrenador argentino (f. 2001).
- 1923: Bert Trautmann, futbolista alemán (f. 2013).
- 1923: Mario Abdo Benítez, político paraguayo, secretario privado de Alfredo Stroessner (f. 2013)
- 1924: Elcira Olivera Garcés, actriz argentina (f. 2016).
- 1925: Slater Martin, jugador y entrenador de baloncesto estadounidense (f. 2012).
- 1925: Robert Rauschenberg, pintor estadounidense (f. 2008).
- 1928: Nelson Pereira dos Santos, cineasta brasileño (f. 2018).
- 1929: Lev Yashin, futbolista soviético (f. 1990).
- 1930: Estela de Carlotto, activista argentina.
- 1930: José Guardiola, cantante español (f. 2012).
- 1931: Ann Rule, escritora estadounidense (f. 2015).
- 1933: Carlos Alberto Sacheri, académico y teólogo argentino (f. 1974).
- 1933: Helmut Senekowitsch, futbolista austríaco (f. 2007).
- 1934: Donald McIntyre, cantante neozelandeses.
- 1936: Peter Cook, arquitecto inglés.
- 1937: José Larralde, cantautor argentino de música folclórica.
- 1938: Derek Jacobi, actor británico.
- 1938: Christopher Lloyd, actor estadounidense.

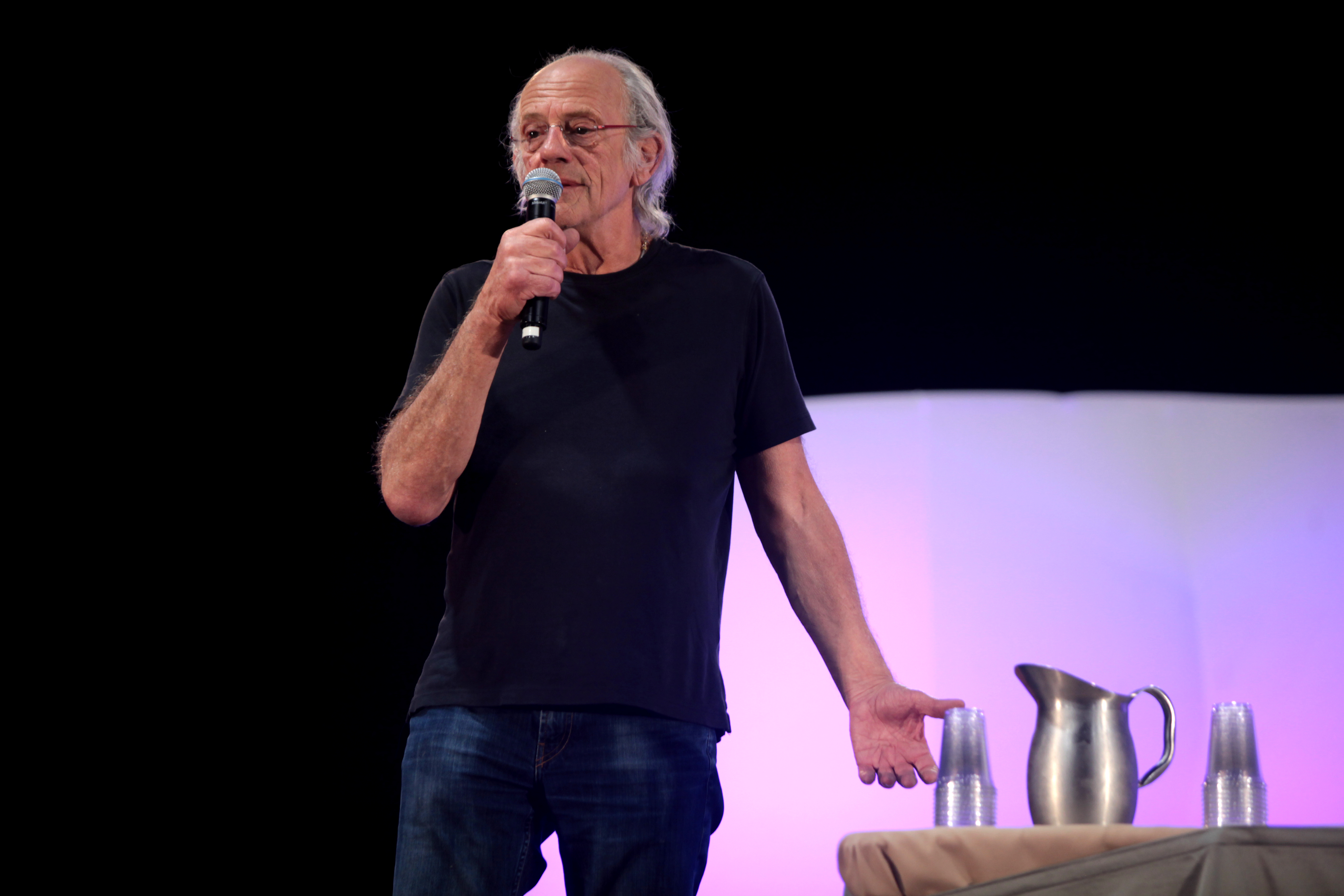

- 1939: Joaquim Alberto Chissano, político mozambiqueño.
- 1939: George Cohen, futbolista internacional inglés.
- 1939: Jean-Pierre Desthuilliers, escritor y poeta francés (f. 2013).
- 1942: Bobby Fuller, cantante y guitarrista estadounidense (f. 1966).
- 1942: Annette Funicello, actriz y cantante estadounidense (f. 2013).
- 1943: Jan de Bont, cineasta neerlandés.
- 1943: Allen Coage, lucha libre profesional y medallista olímpico (f. 2007).
- 1943: Blas Emilio Atehortúa, compositor, director de orquesta y docente colombiano (f. 2020).
- 1943: Catherine Deneuve, actriz francesa.
- 1945: Tom Lupo, psicoanalista y poeta argentino.
- 1945: Sheila Sherwood, atleta británica y medallista olímpica.
- 1945: Leslie West, guitarrista cantne estadounidense.
- 1946: Jaime Nebot, político ecuatoriano.
- 1946: Deepak Chopra, médico, escritor y conferencista indio.
- 1946: Elizabeth Connell, soprano sudafricana (f. 2012).
- 1947: Haley Barbour, político estadounidense.
- 1947: Godfrey Chitalu, exfutbolista zambiano (f. 1993).
- 1948: Pierre Lartigue, piloto de rallis francés.
- 1949: Stiv Bators, músico estadounidense (f. 1990).
- 1949: Arsène Wenger, entrenador francés de fútbol.
- 1950: Donald Ramotar, presidente guyanés.
- 1951: Dave Sanders, profesor estadounidense, víctima de la masacre de Columbine (f. 1999).
- 1952: Jeff Goldblum, actor estadounidense.
- 1953: René Arce Islas, político mexicano.
- 1955: Susana Roccasalvo, periodista y conductora de televisión argentina.
- 1956: Alejandro Kuropatwa, fotógrafo argentino (f. 2003).
- 1957: Henry Lauterbach, atleta alemán.
- 1957: Daniel Melingo, músico argentino.
- 1958: Bobby Blotzer, músico estadounidense.
- 1959: Pedro Barthe, periodista español.
- 1959: Roberto Navarro, periodista económico argentino.
- 1959: Marc Shaiman, compositor estadounidense.
- 1962: Bob Odenkirk, actor estadounidense.
- 1963: Brian Boitano, patinador estadounidense.
- 1964: Mick Hill, atleta británico.
- 1964: Craig Levein, futbolista y entrenador escocés.
- 1964: Dražen Petrović, baloncestista croata (f. 1993).
- 1964: TobyMac, cantautor cristiano estadounidense.
- 1965: Piotr Wiwczarek, guitarrista polaco.
- 1966: Valeria Golino, actriz greco-italiana.
- 1967: Rita Guerra, cantante portuguesa.
- 1967: Carlos Mencia, comediante y actor hondureño-estadounidense.
- 1968: Shaggy, músico jamaiquino.
- 1968: Shelby Lynne, cantante estadounidense.
- 1969: Julio Borges, político y abogado venezolano.
- 1969: Héctor Carrasco, lanzador dominicano.
- 1969: Spike Jonze, cineasta y productor de cine estadounidense.
- 1969: Helmut Lotti, tenor belga.
- 1969: Coque Malla, actor y cantante español, de la banda Los Ronaldos.
- 1970: Gabriel Amato, futbolista argentino.
- 1970: Winston Bogarde, futbolista neerlandés.
- 1970: D'Lo Brown, luchador profesional estadounidense.
- 1970: Javier Milei, economista, político y docente argentino, Presidente de la Nación Argentina desde 2023.
- 1971: Amanda Coetzer, tenista sudafricana.
- 1971: Kornél Dávid, jugador húngaro.
- 1971: José Ángel Mañas, escritor español.
- 1972: Víctor Saldaño, delincuente argentino condenado a muerte en los Estados Unidos.
- 1972: Saffron Burrows, actriz británica.

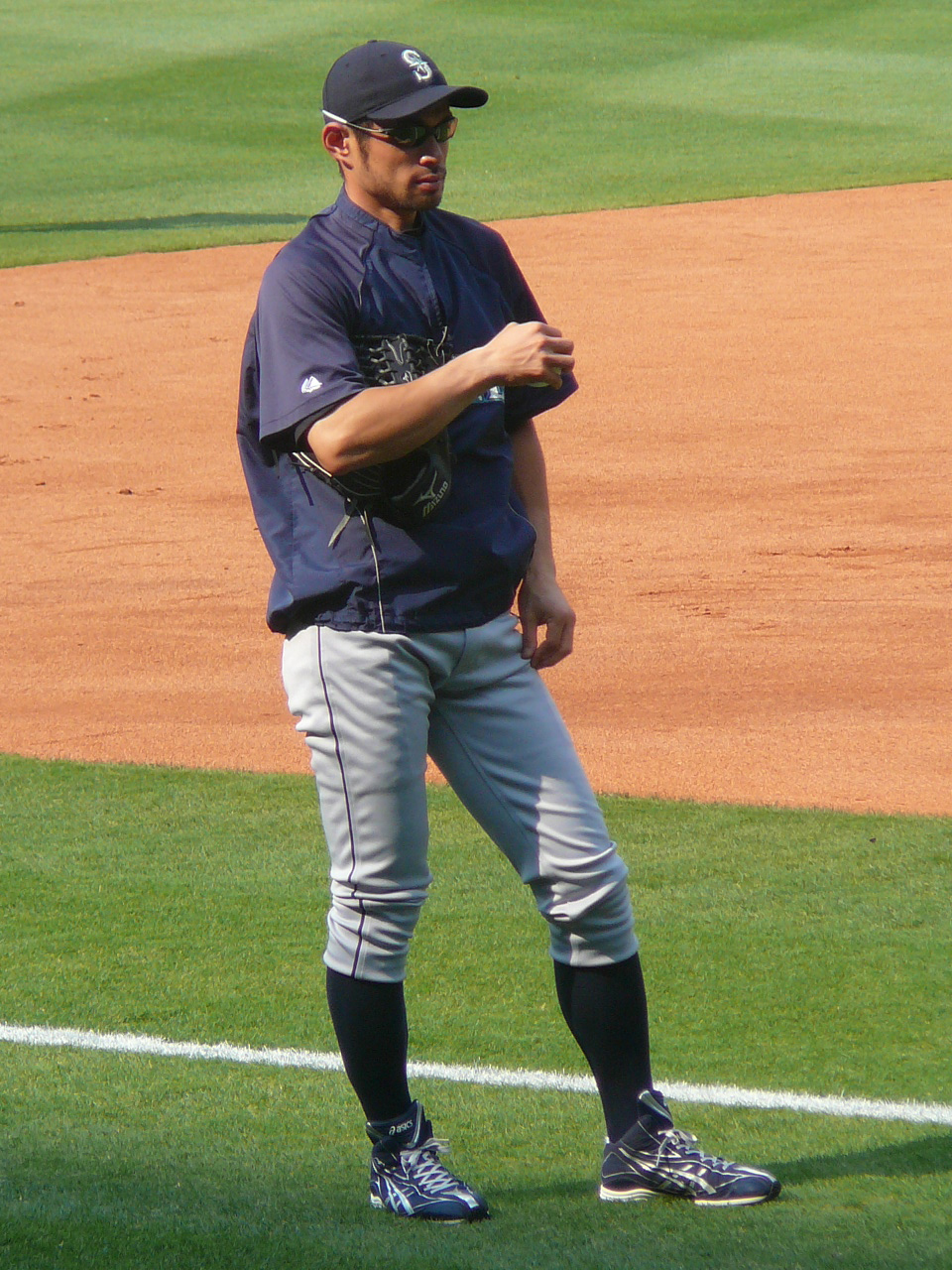
Ichiro Suzuki

- 1973: Andrés Palop, futbolista español.
- 1973: Ichiro Suzuki, beisbolista japonés.
- 1973: Mark van der Zijden, nadador neerlandés.
- 1974: Tim Kinsella, músico estadounidense.
- 1974: Jeff McInnis, baloncestista estadounidense.
- 1975: Martín Cardetti, futbolista argentino.
- 1975: Jesse Tyler Ferguson, actor estadounidense.
- 1975: Míchel Salgado, futbolista español.
- 1976: Jon Foreman, cantante estadounidense.
- 1976: Laidback Luke, productor y DJ filipino-neerlandés.
- 1976: Helen Svedin, modelo sueca.
- 1978: Dion Glover, baloncestista estadounidense.
- 1978: Chaswe Nsofwa, futbolista zambiano (f. 2007).
- 1978: Christoffer Andersson, futbolista sueco.
- 1979: Doni, futbolista brasileño.
- 1979: Deivid, futbolista brasileño.
- 1979: Fredrik Björck, futbolista sueco.
- 1980: Kukuli Morante, actriz peruana.
- 1981: Ligia Petit, actriz y modelo venezolana.
- 1981: Olivier Pla, piloto de carreras francés.
- 1982: Robinson Canó, beisbolista dominicano.
- 1982: Mark Renshaw, deportista australiano.
- 1982: Oleksandr Kucher, futbolista ucraniano.
- 1983: Byul, cantante de K-Pop.
- 1983: Plan B, músico y cantante británico.
- 1984: Horacio Agulla, jugador argentino de rugby.
- 1984: Aleks Marić, jugador australiano de baloncesto.
- 1985: Federico Ágreda, músico venezolano.
- 1985: Hadise, cantante belga.
- 1986: Kyle Gallner, actor estadounidense.
- 1986: Ştefan Radu, futbolista rumano.
- 1986: Akihiro Sato, futbolista japonés.
- 1986: Laure Boulleau, futbolista francesa.
- 1987: Tiki Gelana, atleta etíope.
- 1987: Park Ha-sun, actriz surcoreana.
- 1987: Donny Montell, cantante lituano.
- 1988: Parineeti Chopra, actriz india.
- 1988: Katherine David, modelo boliviana.
- 1988: Guilherme Milhomem Gusmão, futbolista brasileño.
- 1989: Chantal Blaak, ciclista neerlandesa.
- 1990: Jonathan Lipnicki, actor estadounidense.
- 1990: Mariana di Girolamo, actriz chilena.
- 1991: Paula Usero, actriz española.
- 1992: 21 Savage, rapero estadounidense.
- 1992: Sofia Vassilieva, actriz estadounidense.
- 1993: Charalampos Lykogiannis, futbolista griego.
- 1993: Gaël Bigirimana, futbolista burundés.
- 1995: Saidy Janko, futbolista suiza-italiana.
- 1996: B.I, rapero surcoreano.
- 1996: Assim Madibo, futbolista catarí.
- 1996: Mason Holgate, futbolista inglés.
- 1996: Tatsuhiro Sakamoto, futbolista japonés.
- 1996: Takuma Nishimura, futbolista japonés.
- 1996: José Luis Moreno Peña, futbolista colombiano.
- 1997: Max Kanter, ciclista alemán.
- 1997: O'Showen Williams, baloncestista estadounidense.
- 1997: Žiga Jelar, saltador de esquí esloveno.
- 1997: Vasco Rodríguez, actor peruano.
- 1997: Eli Iserbyt, ciclista belga.
- 1998: Colbey Ross, baloncestista estadounidense.
- 1999: Albert Sambi Lokonga, futbolista belga.

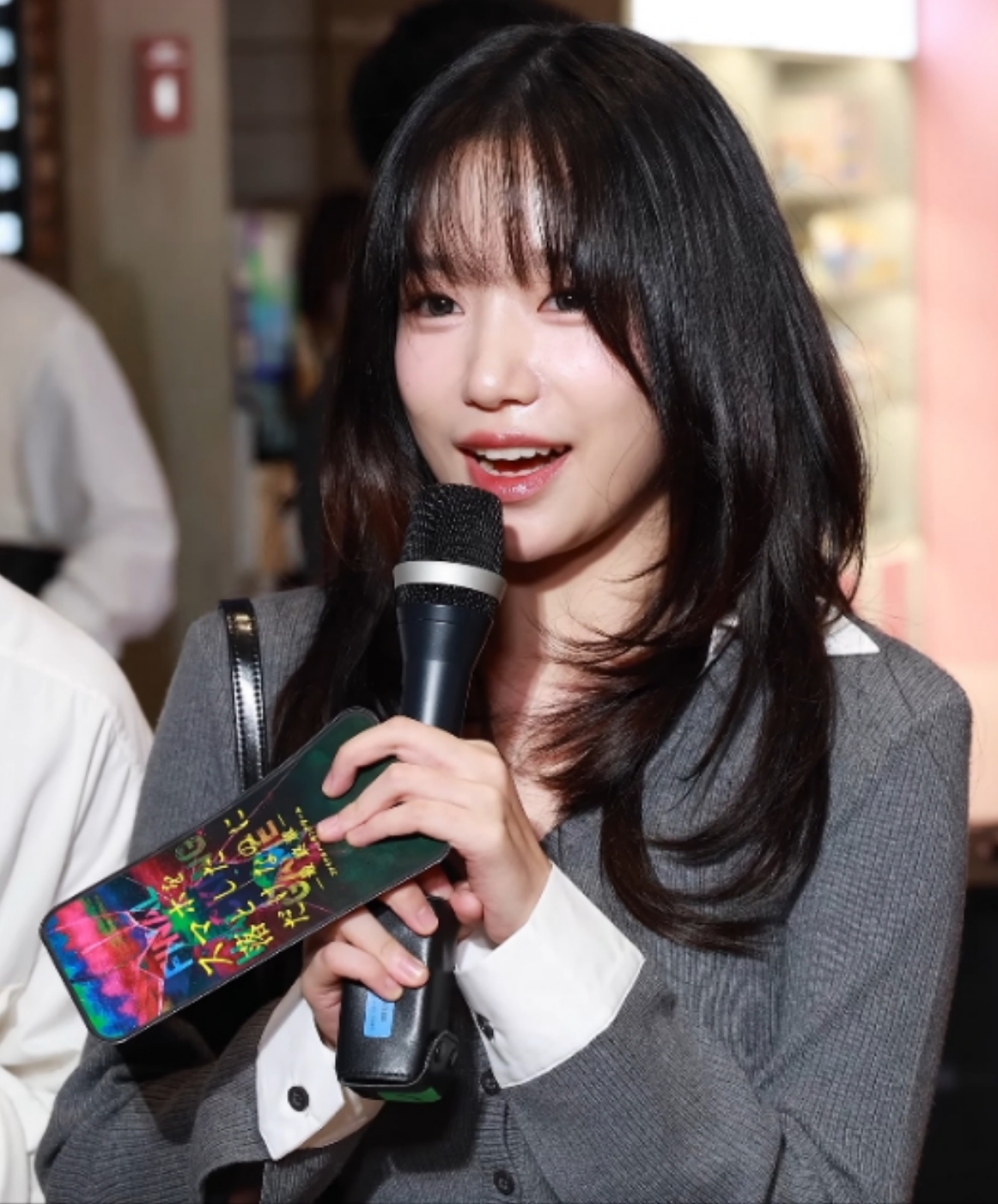
Jo Yu-ri

- 2001: Jo Yu-ri, cantante y actriz surcoreana, exintegrante del grupo Iz*One.
- 2002: Cameron Dunbar, futbolista estadounidense.
- 2004: Stefan Bajčetić, futbolista español.
- 2004: Julia Damasiewicz, regatista polaca.

## Fallecimientos
- 741: Carlos Martel, mayordomo de palacio del reino de Austrasia (n. 688).
- 1383: Fernando I, rey portugués (n. 1345).
- 1604: Domingo Báñez, dominico, filósofo y teólogo español (n. 1528).
- 1613: Mathurin Régnier, escritor francés (n. 1575).
- 1725: Alessandro Scarlatti, compositor italiano (n. 1660).
- 1751: Guillermo IV de Orange-Nassau, príncipe neerlandés entre 1711 y 1751 (n. 1711).
- 1791: Teresa Herrera, filántropa española (n. 1712).
- 1853: Juan Antonio Lavalleja, militar y político uruguayo (n. 1784).
- 1854: Jeremias Gotthelf, escritor suizo (n. 1797).
- 1854: José María Paz, militar argentino (n. 1791).Salvatore Morelli

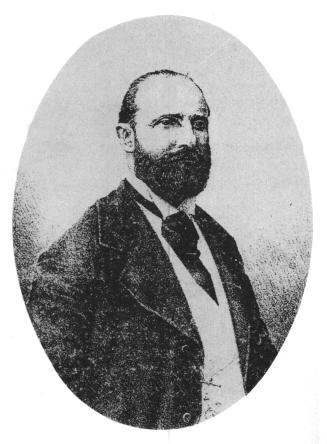
Salvatore Morelli

- 1880: Salvatore Morelli, jurista, escritor, periodista y feminista italiano (n. 1824)
- 1887: Juan José Baz, abogado y político mexicano (n. 1820).
- 1906: Paul Cézanne, pintor francés (n. 1839).
- 1917: Bob Fitzsimmons, boxeador británico (n. 1863).
- 1921: Linda Malnati, sindicalista, sufragista y escritora italiana (n. 1855).
- 1922: Roberto Wernicke, médico, bacteriólogo, educador e investigador argentino (n. 1852).
- 1922: Lyman Abbott, pastor estadounidense (n. 1835).
- 1923: Victor Maurel, barítono francés (n. 1848).
- 1928: Andrew Fisher, primer ministro australiano (n. 1862).
- 1941: Louis Marcoussis, pintor y grabador polaco (n. 1878).

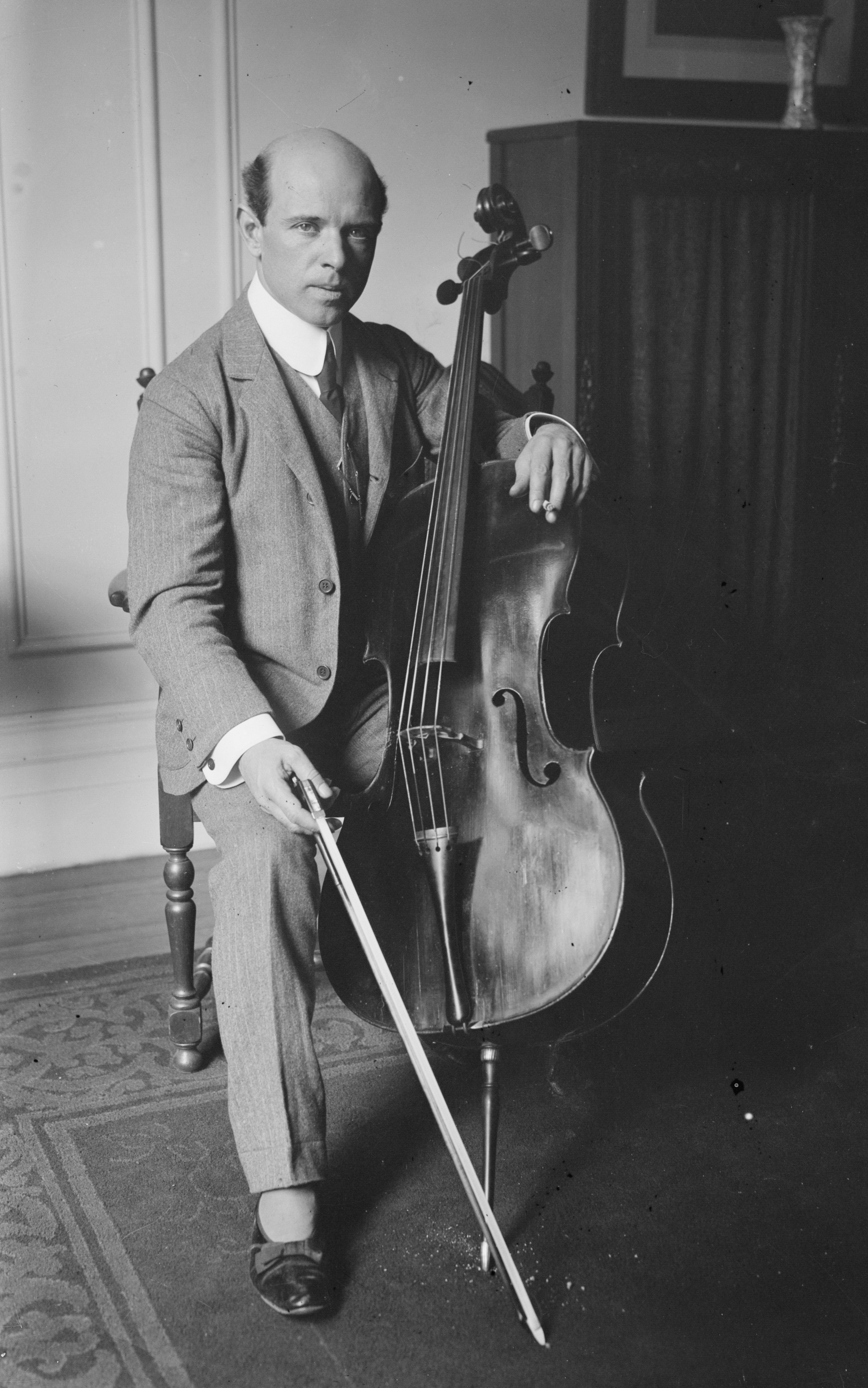
Pau Casals

- 1954: Oswald de Andrade, poeta, ensayista y dramaturgo brasileño (n. 1890).
- 1954: George McManus, autor de historietas estadounidense (n. 1884).
- 1973: Pau Casals, violonchelista, director de orquesta y compositor español (n. 1876).
- 1975: Arnold J. Toynbee, historiador británico (n. 1889).
- 1978: Blanca Lagrotta, actriz argentina (n. 1921).
- 1979: Duda Enginoev, militar soviético (n. 1919).
- 1985: Viorica Ursuleac, soprano ucraniana (n. 1894).
- 1986: Albert von Szent-Györgyi Nagyrápolt, fisiólogo húngaro, premio Nobel de Medicina en 1937 (n. 1893).
- 1989: Ramón Trías Fargas, catedrático y político español (n. 1922).
- 1990: Louis Althusser, filósofo marxista y escritor francés (n. 1918).
- 1992: Pável Dubinda, militar soviético, Héroe de la Unión Soviética (n. 1914).
- 1993: Innes Ireland, piloto de automovilismo británico (n. 1930).
- 1995: Kingsley Amis, novelista, poeta, crítico literario y profesor británico (n. 1922).
- 1995: Juan Antonio Jiménez "Jeros", cantante español (n. 1951).
- 1995: Mary Wickes, actriz estadounidense (n. 1910).
- 1998: Ángel Picazo, actor español (n. 1917).
- 1998: Eric Ambler, escritor británico (n. 1909).
- 1999: Amílcar Vasconcellos, político uruguayo (n. 1915).
- 2000: Rodney Anoai, luchador profesional estadounidense (n. 1966).
- 2002: Francisco Pino, poeta español (n. 1910).
- 2005: Tony Adams, productor teatral y cinematográfico estadounidense (n. 1953).
- 2005: Arman, pintor y escultor francés (n. 1928).
- 2006: Nelson de la Rosa, actor y humorista dominicano (n. 1968)
- 2006: Choi Kyu Ha, Político y presidente  sudcoreano (n. 1919)
- 2010: Alí Chumacero, poeta, editor y académico mexicano (n. 1918).[8]
- 2010: Arturo Tuzón, empresario y dirigente futbolístico español (n. 1928).[9]
- 2011: Antonio Chenel "Antoñete", torero español (n. 1932).
- 2012: Russell Means, actor estadounidense (n. 1939).
- 2017: George Young,  músico, compositor y productor musical australiano (n. 1946).
- 2021: Peter Scolari (66), actor estadounidense (n. 1955).
- 2022: Leszek Engelking, poeta y escritor polaco (n. 1955).
- 2022: Dietrich Mateschitz multimillonario y empresario austríaco (n. 1944).
- 2023: Enrique Maluenda, locutor radial y presentador de televisión chileno (n. 1935).
- 2023: Johnny Allon, cantante, empresario y presentador de televisión argentino (n. 1941).
- 2024: Gustavo Gutiérrez, filósofo y teólogo peruano (n. 1928).
- 2024: Fernando Valenzuela, beisbolista mexicano (n. 1960).

## Celebraciones
- Día Internacional de Concientización sobre la Tartamudez.
Cada 22 de octubre, se celebra el Día Internacional de la Tartamudez o también conocido como Día Internacional de la Conciencia del Tartamudeo, como una fecha de apoyo a las personas que padecen esta condición y que a veces no encuentran los apoyos suficientes para desenvolverse normalmente en su día a día.

- Día Internacional del Síndrome de Phelan-McDermid.
Se considera una enfermedad rara, aunque en realidad se desconoce la frecuencia con la que se presenta. Para aumentar su visibilidad y mejorar así su diagnóstico, se ha elegido el día 22 de octubre como su Día Internacional.

- Día de la Rehabilitación Pulmonar.
Cada 22 de octubre se celebra esta una fecha para reconocer a los profesionales que trabajan con esta herramienta fundamental para mejorar la calidad de vida de millones de personas que viven con enfermedades pulmonares crónicas y para redoblar esfuerzos para garantizar el acceso a ella para toda la población.

- Día Internacional de la Oscilación.
Se lleva a cabo cada año con el objetivo de que la población mundial tenga una idea más clara de los distintos fenómenos físicos que alteran el movimiento y como de manera directa o indirecta los mismos afectan nuestra forma de vivir, así como nuestra calidad de vida. Es que la oscilación, puede ayudar a entender muchos acontecimientos cotidianos en la vida del hombre.

- Día Internacional de la Medicina Natural o Tradicional.

- Día Internacional del Paracaidismo o del Paracaidista.
Este día de 1797, André Jacques Garnerin logró el primer salto en paracaídas desde su globo de hidrógeno a 350 ms de altitud, sobre París, Francia, con miles de personas observándolo en el parque de Monceau.

- Día Internacional de la tecla Bloq Mayús o Caps Lock.

- Día Internacional de los Frutos Secos.

- Día de Fechner.
(en inglés: Fechner Day).

 Por países
(Por orden alfabético)
- Argentina:
  - Día del Legislador.[10][11] Se celebra este día en honor a un 22 de octubre de 1854, cuando en aquella ocasión se realizó la primera reunión de Asamblea en el Congreso de la Nación, tras la sanción de la Constitución nacional el año anterior.
  - Día Nacional del Derecho a la Identidad.[10]Instituido desde 2004 en conmemoración a la lucha de las Abuelas de Plaza de Mayo.[12]
  - Día Nacional Del Cantor Orillero.[13] En conmemoración del natalicio del músico y poeta José Larralde.
    -  Buenos Aires: 
      - Aniversario de Chivilcoy.[14]

    -  Misiones: 
      - Día Provincial de Sensibilización sobre la Tartamudez y otras Alteraciones en la Fluidez del Habla.[15]

- Australia:
  - Día del Wombat. Pequeño marsupial (Vombatus ursinus) excavador nativo de Australia, tienen la apariencia de un oso, pequeño y de patas muy cortas.

- Estados Unidos: 
  - Día Nacional de la Suegra. Se celebra el cuarto domingo de octubre, en algunos lugares el día 26.
(en inglés: National Mother-in-Law Day).
  - Día Nacional de Buscarse un Perro.
(en inglés: National Make a Dog’s Day).
  - Día Nacional del Color.
(en inglés: National Color Day).

- Indonesia
  - Día Nacional del Santri.

- Japón: 
  - Jidai Matsuri (時代祭, viz. "Festival de las Épocas"). Es un festival tradicional japonés que se celebra anualmente el 22 de octubre en Kioto, Japón.

- Perú
  - Día del Censo Nacional.

### Santoral católico
- San Abercio de Hierápolis.[16]

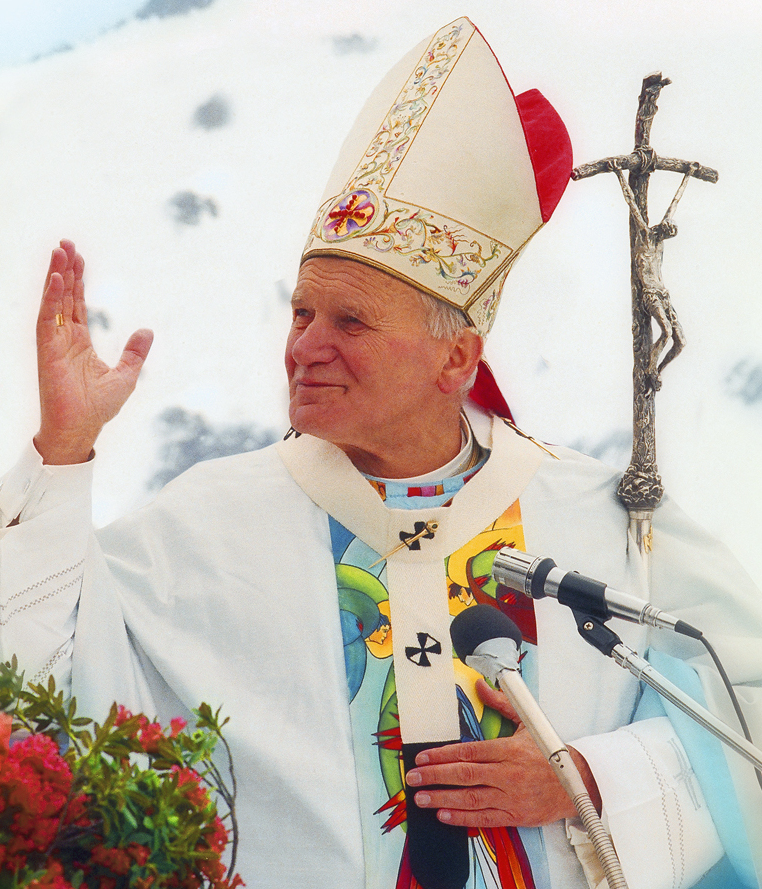
San Juan Pablo II.

- San Juan Pablo II (imagen ilustrativa).
- Santa Alodia de Huesca.
- San Benito de Massérac.
- Santa Córdula.
- San Donato Scoto.
- San Leotadio de Auch.
- San Lupencio de Chalons.
- San Malón de Rouen.
- San Marcos de Jerusalén.
- San Moderano de Berceto.
- Santa Nunilona de Huesca.
- San Valerio de Langres.
- San Verecundo.